# Luiz Araújo (Fußballspieler, 1996)
Luiz de Araújo Guimarães Neto (* 2. Juni 1996 in Taquaritinga, São Paulo), bekannt auch als Luiz Araújo, ist ein brasilianischer Fußballspieler, der als Stürmer für den CR Flamengo in Rio de Janeiro spielt.

## Karriere
Luiz Araújo wurde in Taquaritinga, Bundesstaat São Paulo, geboren und spielte für Mirassol als Jugendlicher. Er wurde im Januar 2013 in die erste Mannschaft befördert. Im März wechselte er zum FC São Paulo und spielte dort für die Reservemannschaft.
Am 26. Februar 2016 wurde Luiz Araújo, nachdem er der beste Torschütze der U-20-Copa Libertadores 2016 war, bis Ende 2016 an Grêmio Novorizontino ausgeliehen. Am 19. März feierte er sein Profidebüt und spielte bei einem 1:1-Remis gegen EC XV de Novembro (Piracicaba) in der Regionalmeisterschaft.
Luiz Araújo kehrte im April 2016 zu São Paulo zurück und wurde sofort in die erste Mannschaft aufgenommen. Am 5. Juni gab er sein Série A-Debüt und ersetzte Ytalo bei einem 1:0-Auswärtssieg gegen den Cruzeiro EC.
Am 4. Juni 2017 bestritt Araújo sein letztes Spiel für den FC São Paulo bei einer 0:1-Niederlage gegen AA Ponte Preta. Zwei Tage später trainierte er nicht mit der Mannschaft, um die letzten Details für seinen Transfer zum französischen Team OSC Lille zu klären.
Er wechselte für eine Ablöse von 10,5 Millionen Euro zu den Franzosen. Er gab sein Ligue 1-Debüt am 6. August 2017 bei einem 3:0-Heimsieg gegen den FC Nantes und erzielte sein erstes Tor am 14. Oktober desselben Jahres bei einem 2:2 gegen ES Troyes AC. 2021 wurde er mit dem OSC französischer Meister.
Im Sommer 2021 wechselte Araújo in die USA und schloss sich dem dortigen Erstligisten Atlanta United an.

## Erfolge
OSC Lille
- Französischer Meister: 2021

Flamengo
- Copa do Brasil: 2024
- Supercopa do Brasil: 2025